# Pine Manor
Pine Manor és una concentració de població designada pel cens dels Estats Units a l'estat de Florida. Segons el cens del 2000 tenia 3.785 habitants.

## Demografia
Segons el cens del 2000, Pine Manor tenia 3.785 habitants, 1.205 habitatges, i 761 famílies. La densitat de població era de 3.398,6 habitants/km².
Dels 1.205 habitatges en un 42,4% hi vivien nens de menys de 18 anys, en un 31% hi vivien parelles casades, en un 20% dones solteres, i en un 36,8% no eren unitats familiars. En el 22,7% dels habitatges hi vivien persones soles el 3,8% de les quals corresponia a persones de 65 anys o més que vivien soles. El nombre mitjà de persones vivint en cada habitatge era de 3,02 i el nombre mitjà de persones que vivien en cada família era de 3,46.
Per edats la població es repartia de la següent manera: un 31,1% tenia menys de 18 anys, un 16,1% entre 18 i 24, un 33,6% entre 25 i 44, un 13% de 45 a 60 i un 6,3% 65 anys o més.
L'edat mediana era de 26 anys. Per cada 100 dones de 18 o més anys hi havia 129,1 homes.
La renda mediana per habitatge era de 24.275 $ i la renda mediana per família de 18.695 $. Els homes tenien una renda mediana de 21.316 $ mentre que les dones 17.250 $. La renda per capita de la població era de 9.987 $. Entorn del 36,7% de les famílies i el 32,6% de la població estaven per davall del llindar de pobresa.

## Poblacions més properes
El següent diagrama mostra les poblacions més properes.